# Medvezhyegorsky (huyện)
Huyện Medvezhyegorsky (tiếng Nga: Медвежьего́рский райо́н; tiếng Karelian: Karhumäjen piiri) là một huyện hành chính tự quản (raion), của Cộng hòa Karelia, Nga. Huyện có diện tích 13696 km², dân số thời điểm ngày 1 tháng 1 năm 2002 là 38388 người. Trung tâm của huyện đóng ở Medvezhyegorsk.